# Coenonympha
Genre
Le genre Coenonympha regroupe des lépidoptères (papillons) de la famille des Nymphalidae et de la sous-famille des Satyrinae.

## Dénomination
Le nom de Coenonympha a été donné par Jakob Hübner en 1819.
Synonymes : Chortobius (Dunning et Pickard, 1858) et (Doubleday, 1859), Sicca (Verity, 1953).

## Liste d'espèces
Selon ITIS :
- Coenonympha haydenii (W. H. Edwards, 1872)
- Coenonympha tullia (Müller, 1764)

### Espèces
- Coenonympha amaryllis (Stoll, 1782) en Asie.
  - Coenonympha amaryllis simingica (Murayama)
- Coenonympha ampelos (Edwards, 1871) ou Coenonympha tullia ampelos le Northwest Ringlet.
  - Coenonympha ampelos columbiana (McDunnough, 1928)
  - Coenonympha ampelos elko (Edwards, 1881) au Nevada.
  - Coenonympha ampelos eunomia (Dornfield, 1967)
  - Coenonympha ampelos insulana (McDunnough, 1928)

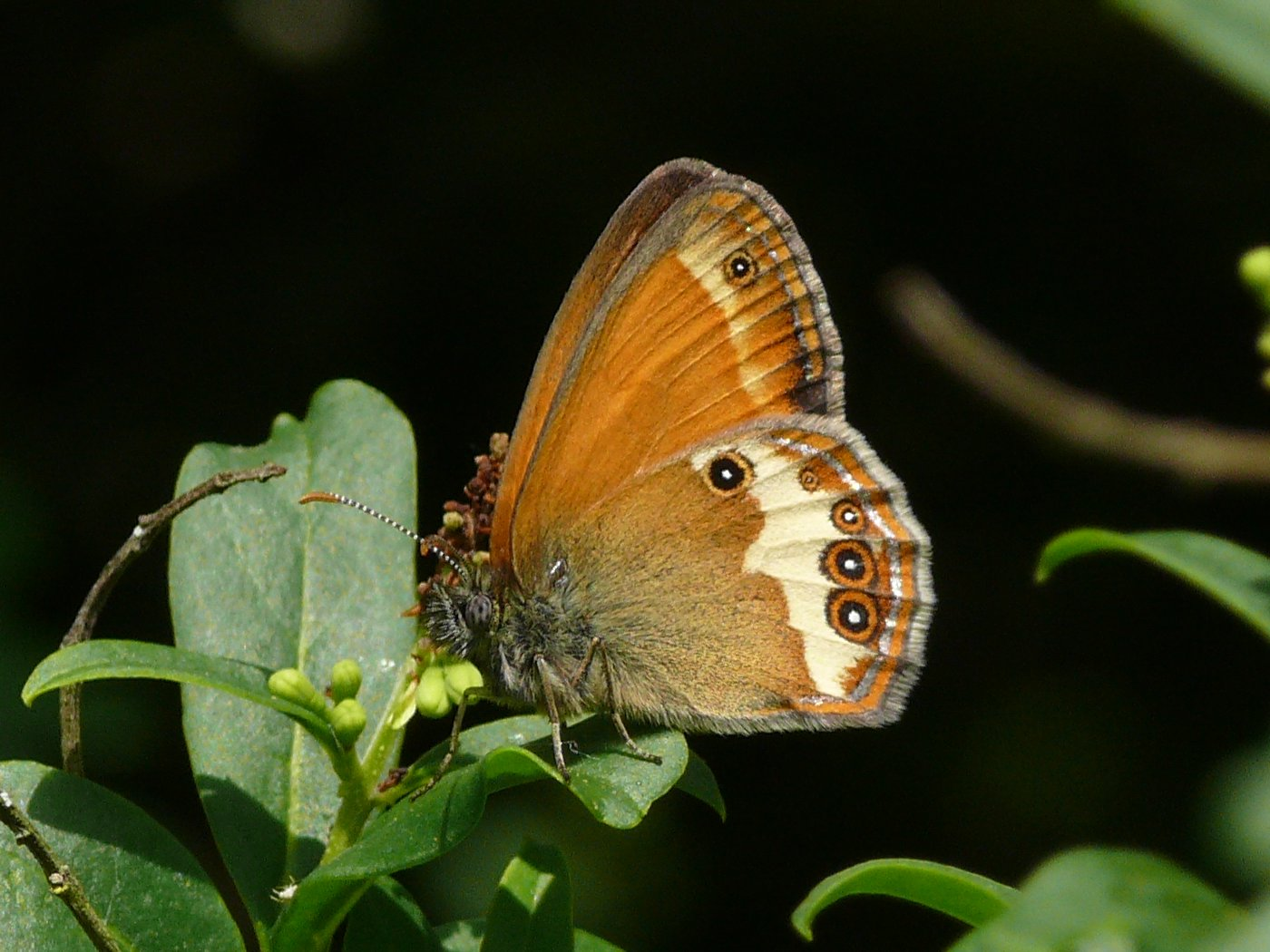
Coenonympha arcania

- Coenonympha arcania (Linnaeus, 1761) — Céphale dans toute l'Europe sauf le Royaume-Uni et la Scandinavie, dans le Sud de la Russie et en Asie Mineure.
- Coenonympha arcanioides (Pierret, 1837) — Fadet maghrébin en Afrique du Nord, Maroc, Algérie et Tunisie.
- Coenonympha austauti Oberthür, 1881 — Fadet oranais¹.
- Coenonympha caeca (Staudinger, 1886) au Pamir et dans les monts Altaï.
- Coenonympha california (Westwood, 1851) ou Coenonympha tullia california le California Ringlet.
  - Coenonympha california california en Californie.
  - Coenonympha california eryngii (H. Edwards, 1877)
- Coenonympha corinna (Hübner, 1804) — Fadet tyrrhénien en Corse, ile d'Elbe et Sardaigne.
- Coenonympha darwiniana Staudinger, 1871 — Céphalion dans le Nord de l'Italie, l'extrême Sud-Est de la France et en Suisse.

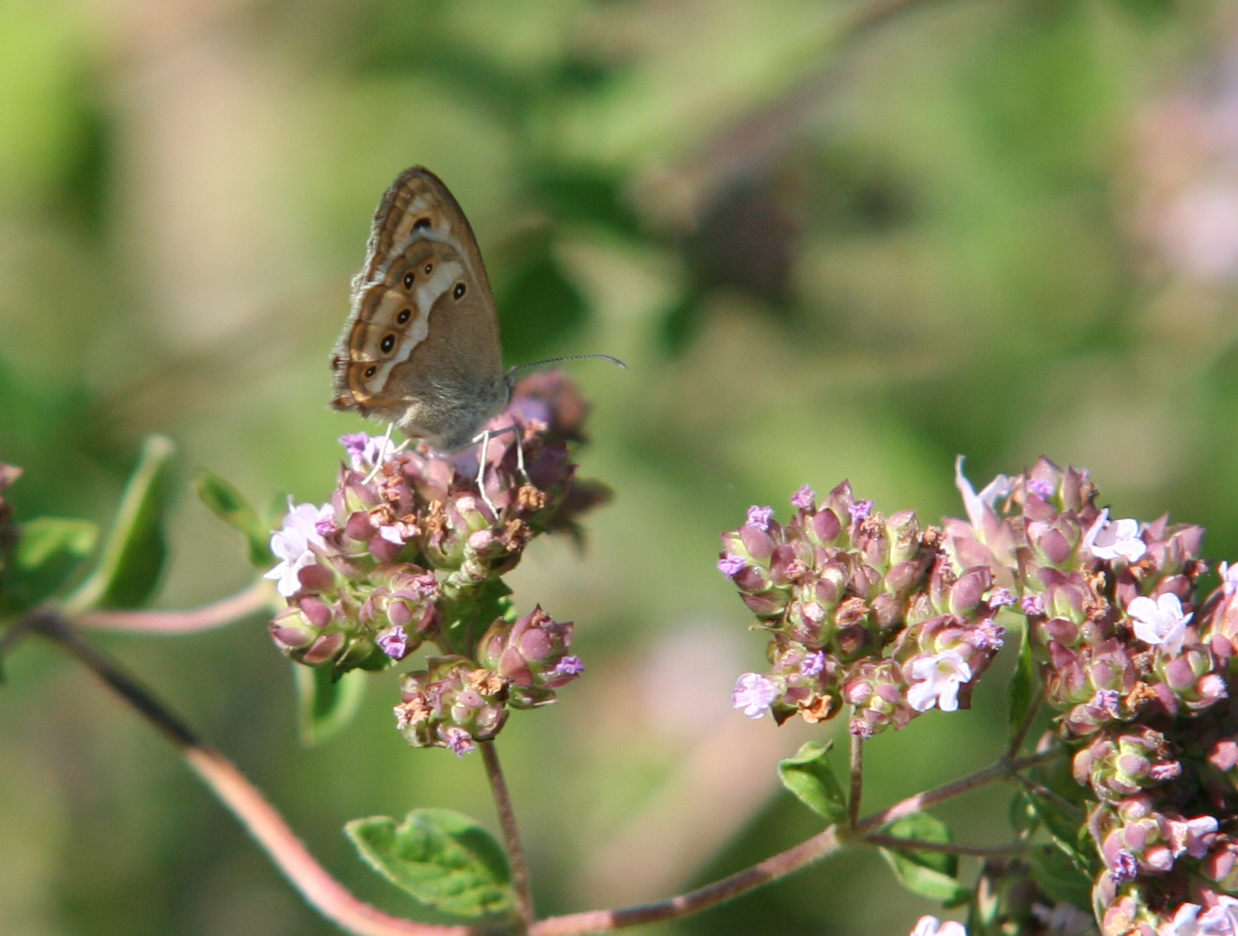
Coenonympha dorus

- Coenonympha dorus (Esper, 1782) – Fadet des garrigues en Afrique du Nord, Espagne et Sud de la France.
  - Coenonympha dorus austauti (Oberthür, 1881) ou Coenonympha austauti dans l'Ouest de l'Algérie.
  - Coenonympha dorus bieili (Staudinger) dans le Nord du Portugal et le Nord-Ouest de l'Espagne.
  - Coenonympha dorus fettigii (Oberthür, 1874) ou Coenonympha fettigii
- Coenonympha elbana Staudiger, 1901 — Fadet elbois.
- Coenonympha fettigii (Oberthür, 1874) ou Coenonympha dorus fettigii le Fadet de l'Atlas en Afrique du Nord.
  - Coenonympha fettigii fettigii
  - Coenonympha fettigii inframaculata (Oberthür, 1922) dans l'Ouest du Maroc.
  - Coenonympha fettigii nicholasi (Rothschild, 1925) en Algérie et Tunisie.

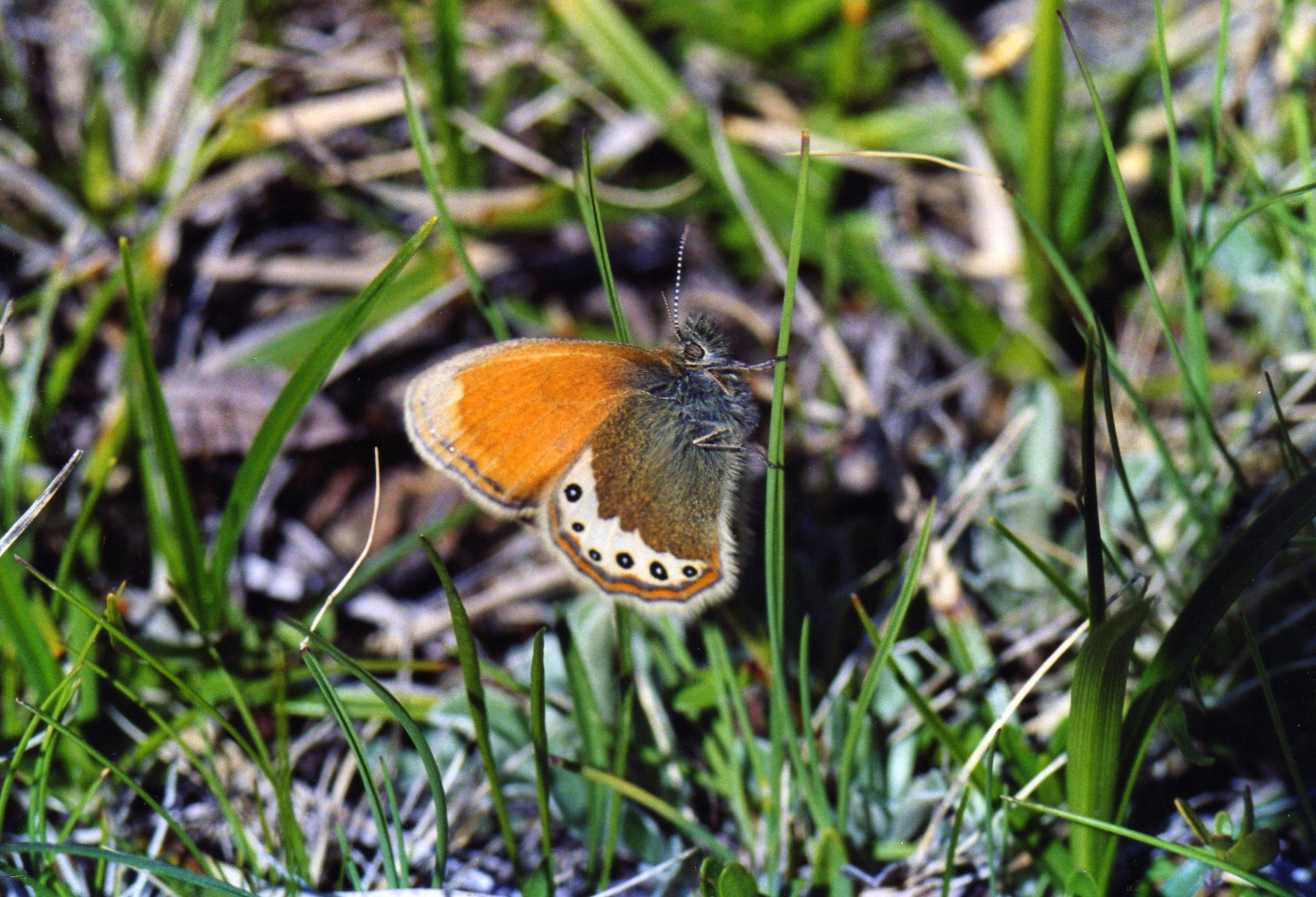
Coenonympha gardetta

- Coenonympha gardetta (de Prunner, 1798) — Satyrion dans les Alpes et le Nord des Balkans.

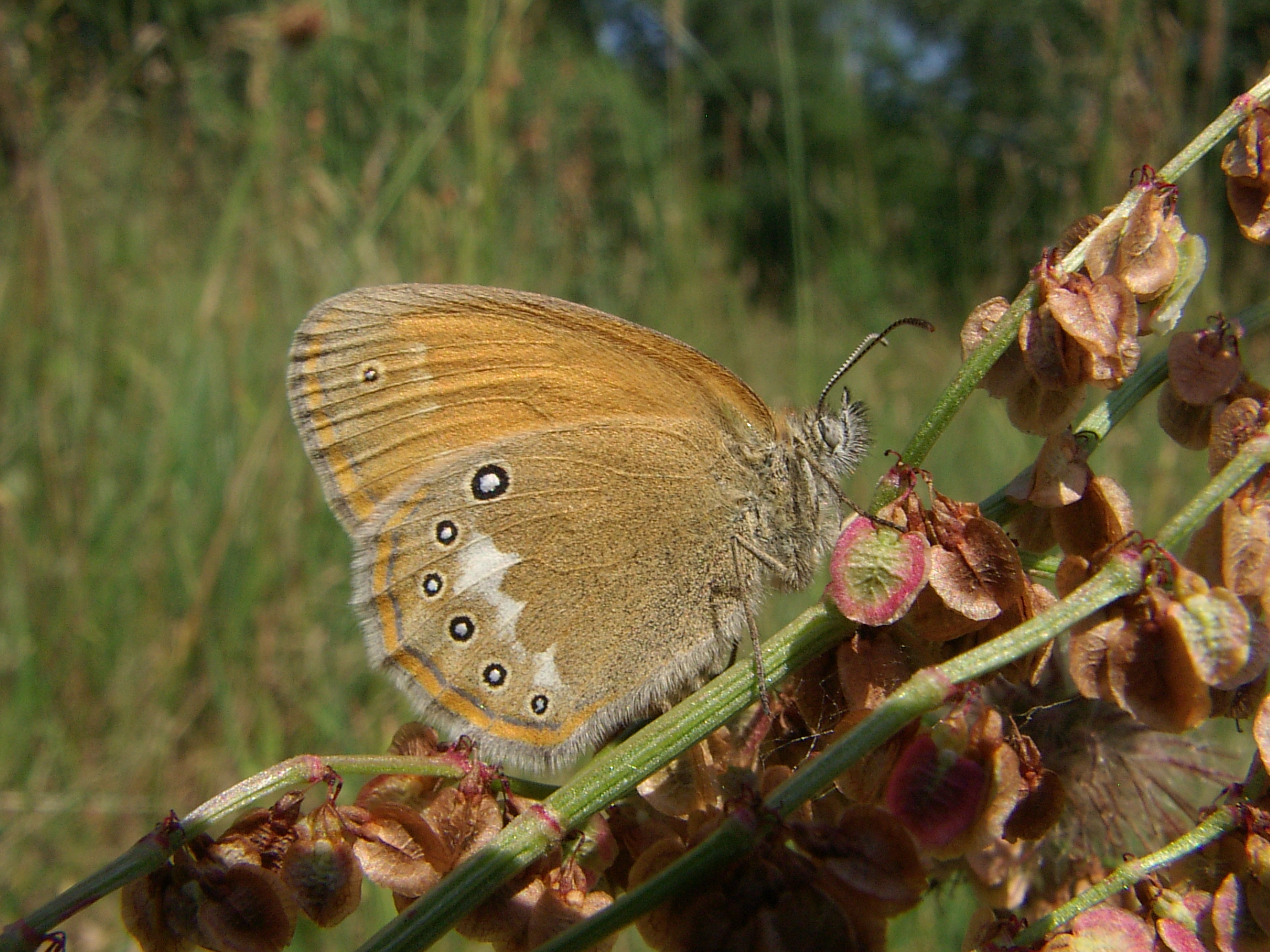
Coenonympha glycerion

- Coenonympha glycerion (Borkhausen, 1788) — Fadet de la mélique dans le centre et l'Est de l'Europe, en Asie tempérée et au Japon.
  - Coenonympha glycerion alta (Sheljuzhko, 1937) au Caucase.
  - Coenonympha glycerion iphicles (Staudinger, 1892)
  - Coenonympha glycerion iphina (Staudinger, 1892)
  - Coenonympha glycerion korshunovi (Nekrutenko, 1978) en Crimée.
  - Coenonympha glycerion wutaica (Murayama)
- Coenonympha haydenii (Edwards, 1872) ou Coenonympha tullia haydenii au Montana et au Colorado.

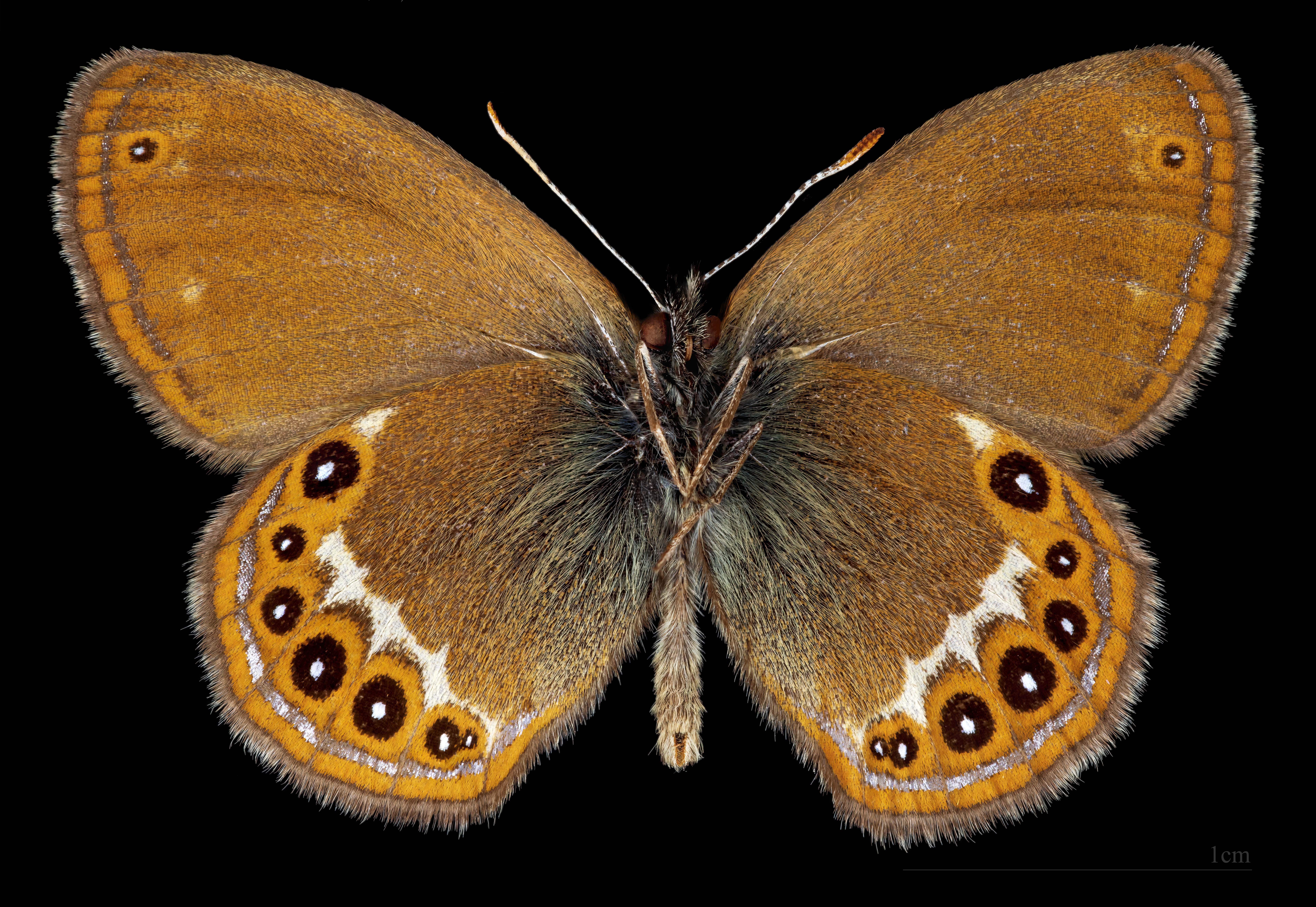
Coenonympha hero

- Coenonympha hero (Linnaeus, 1761) — Mœlibée dans le Nord-Est de l'Europe, en Asie tempérée et au Japon.
  - Coenonympha hero latefasciata (Matsumura, 1925)
  - Coenonympha hero perseis (Lederer, 1853)
  - Coenonympha hero pilwonis (Matsumura, 1925)
  - Coenonympha hero sabaeus (Fabricius, 1775) dans le Nord-Est de l'Europe et l'Ouest de la Sibérie.
- Coenonympha inornata (Edwards, 1861) dans le Nord de l'Amérique du Nord.
  - Coenonympha inornata benjamini (McDunnough, 1928)
  - Coenonympha inornata heinemanni (F.M. Brown, 1959)
  - Coenonympha inornata mcisaaci (dos Passos, 1935)
  - Coenonympha inornata nipisquit (McDunnough, 1939) le Satyre fauve des Maritimes présent au Québec et au Nouveau-Brunswick.
- Coenonympha iphioides Staudinger, 1870 — Fadet castillan en Espagne.
- Coenonympha kodiak (Edwards, 1869) en Alaska et dans le Nord de la Sibérie.
- Coenonympha leander (Esper, 1784) — Fadet pont-euxin en Hongrie, Bulgarie, Sud de la Russie, Asie Mineure, Arménie et Iran.
  - Coenonympha leander obscura Heyne, 1894
  - Coenonympha leander orientalis Rebel[1].
- Coenonympha mahometana (Alphéraky, 1881).
- Coenonympha mangeri (Bang Haas, 1927) en Afghanistan.
- Coenonympha mongolica (Alphéraky, 1881).
- Coenonympha nolckeni (Erschoff, 1874).
- Coenonympha ochracea (Edwards, 1861) ou Coenonympha tullia ochracea présent au Colorado.
  - Coenonympha ochracea brenda (Edwards, 1869) en Californie.
  - Coenonympha ochracea mackenziei (Davenport, 1936)
  - Coenonympha ochracea mono (Burdick, 1942)
  - Coenonympha ochracea furcae (Barnes et Benjamin, 1926)
  - Coenonympha ochracea subfusca (Barnes et Benjamin, 192)
- Coenonympha oedippus (Fabricius, 1787) — Fadet des laîches en Europe, Sud de la Sibérie, Chine, Corée et Japon.
  - Coenonympha oedippus magna (Heyne, 1895)
  - Coenonympha oedippus taibaica (Maurayama)

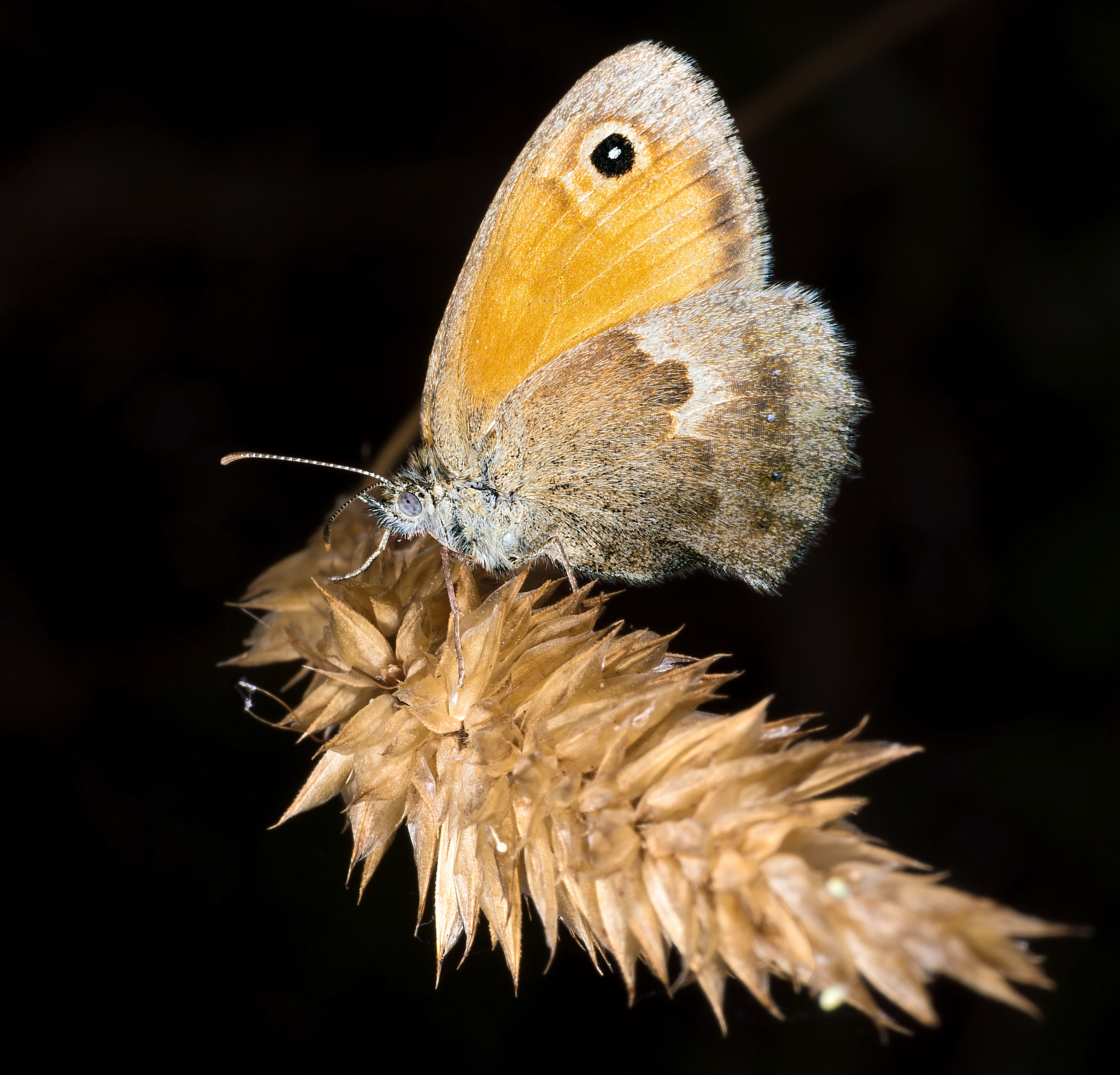
Coenonympha pamphilus

- Coenonympha pamphilus Linné — Procris présent dans toute l'Europe, tout le centre et le Nord de l'Asie et en Afrique du Nord.
  - Coenonympha pamphilus asiaemontium Verity, 1924
  - Coenonympha pamphilus centralasiae Verity, 1926
  - Coenonympha pamphilus ferghana Stauder, 1924
  - Coenonympha pamphilus fulvolactea Verity, 1926
  - Coenonympha pamphilus infrarasa Verity, 1926
  - Coenonympha pamphilus juldusica Verity, 1926
  - Coenonympha pamphilus lyllus (Esper, 1806) ou Coenonympha lyllus le Fadet punique
  - Coenonympha pamphilus marginata Heyne, 1894
  - Coenonympha pamphilus nitidissima Verity, 1924
- Coenonympha pavonina (Alphéraky, 1888) en Chine.
- Coenonympha rhodopensis Elwes, 1900 — Fadet des Balkans.
- Coenonympha saadi (Kollar, 1849) en Irak, Iran et au Kurdistan.
  - Coenonympha saadi iphias (Eversmann, 1851) en Transcaucasie.
- Coenonympha semenovi (Alphéraky, 1887) au Tibet et dans l'Ouest de la Chine.
- Coenonympha sinica (Alphéraky, 1888) au Tibet.
- Coenonympha sunbecca (Eversmann, 1843).
- Coenonympha symphita (Lederer, 1870) dans le Nord-Est de la Turquie et le Sud-Ouest de la Géorgie.
- Coenonympha thyrsis (Freyer, 1845) — Fadet crétois.
- Coenonympha tullia (Müller, 1764) — Fadet des tourbières ou Daphnis ou Satyre fauve.
  - Coenonympha tullia ampelos  (W. H. Edwards, 1871) – Northwest Common Ringlet
  - Coenonympha tullia benjamini (McDunnough, 1928) – Prairie Ringlet
  - Coenonympha tullia brenda
  - Coenonympha tullia bosniae (Davenport, 1941)
  - Coenonympha tullia california (Westwood, 1851) – California Ringlet
  - Coenonympha tullia columbiana (McDunnough, 1928) – Ringlet
  - Coenonympha tullia davus (Fabricius, 1777)
  - Coenonympha tullia elko (W. H. Edwards, 1881)
  - Coenonympha tullia elwesi (Davenport, 1941)
  - Coenonympha tullia eryngii (Hy. Edwards, 1877)
  - Coenonympha tullia eunomia (Dornfeld, 1967)
  - Coenonympha tullia furcae (W. Barnes & Benjamin, 1926)
  - Coenonympha tullia gliwa
  - Coenonympha tullia haydenii (W. H. Edwards, 1872) – Hayden's Common Ringlet
  - Coenonympha tullia inornata (W. H. Edwards, 1861) – Inornate Common Ringlet
  - Coenonympha tullia insulanus (McDunnough, 1928) – Vancouver Ringlet
  - Coenonympha tullia kodiak (Edwards 1869) – Kodiak Ringlet
  - Coenonympha tullia mackenziei (D. Davenport, 1936) – Mackenzie's Ringlet
  - Coenonympha tullia mcisaaci (dos Passos, 1935) – McIsaac's Ringlet
  - Coenonympha tullia mixturata (Alphéraky, 1897)
  - Coenonympha tullia mono (Burdick, 1942) – (Common) Ringlet
  - Coenonympha tullia nipisiquit (McDunnough, 1939) – Maritime Ringlet
  - Coenonympha tullia ochracea (W. H. Edwards, 1861) – Ochre (Common) Ringlet
  - Coenonympha tullia polydama (Haworth, 1803)
  - Coenonympha tullia pseudobrenda (Austin & R. Gray, 1998)
  - Coenonympha tullia scotica (Staudinger, 1901)
  - Coenonympha tullia sibirica (Davenport, 1941)
  - Coenonympha tullia subfusca (W. Barnes et Benjamin, 1926)
  - Coenonympha tullia suecica (Hemming, 1936)
  - Coenonympha tullia tullia (Müller, 1764) – Common Ringlet
  - Coenonympha tullia viluiensis (Ménétriés, 1859)
  - Coenonympha tullia yontocket (Porter et Mattoon, 1989) – Yontocket Satyr Ringlet
  - Coenonympha tullia yukonensis (W. Holland, 1900) le Yukon Common Ringlet.
- Coenonympha tyderes (Leech) au Tibet.
- Coenonympha tydeus (Leech, 1892) au Tibet.
- Coenonympha vaucheri Blachier, 1905 — Fadet marocain.

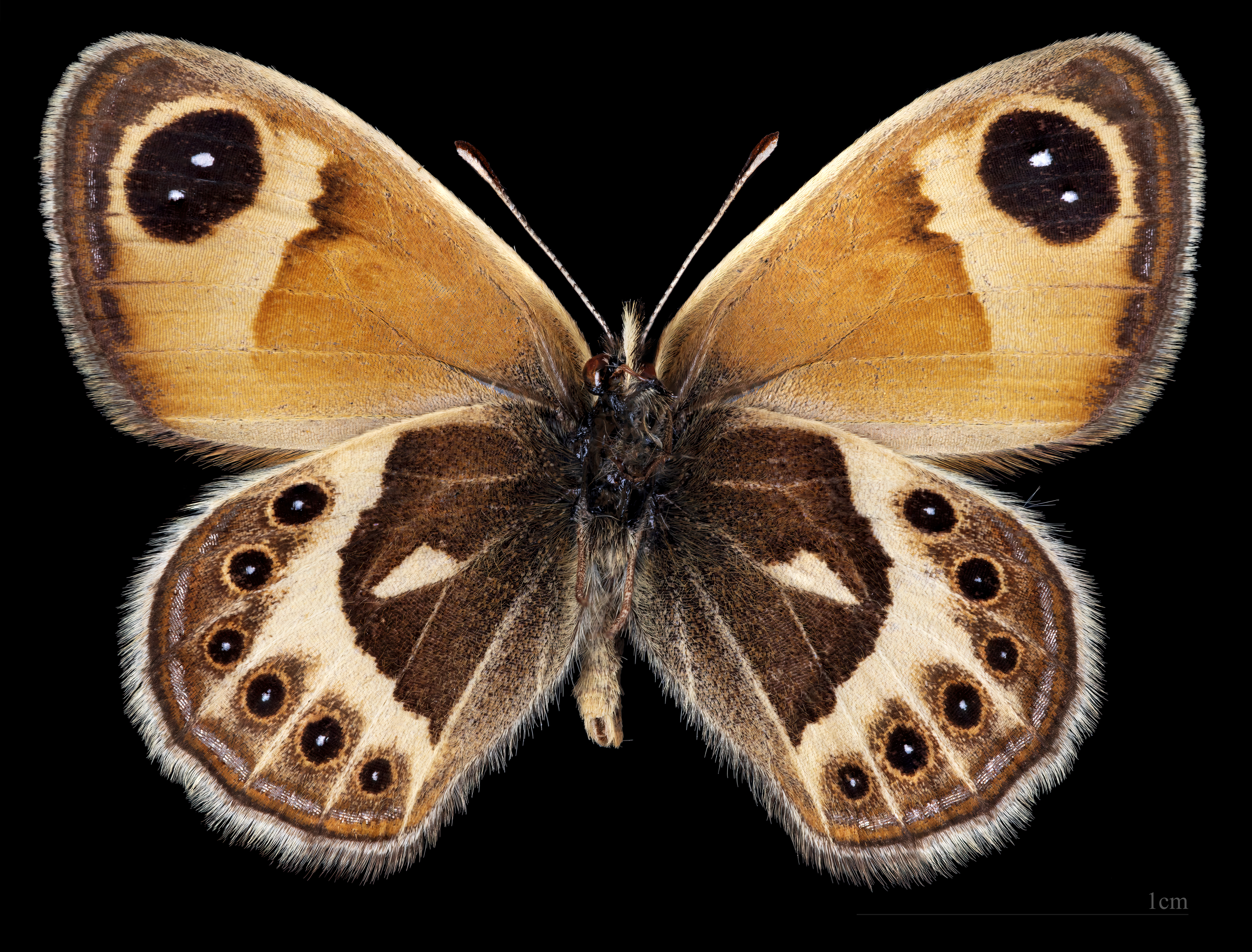
Coenonympha vaucheri

- - Coenonympha vaucheri vaucheri dans le Haut-Atlas.
  - Coenonympha vaucheri annoceuri (Wyatt, 1952) au Maroc.
  - Coenonympha vaucheri beraberensis (Lay & Rose, 1979) au Maroc.
  - Coenonympha vaucheri rifensis (Weiss, 1979)
- Coenonympha xinjiangensis (Chou et Huang, 1994).

### Note
1. Cette espèce est souvent considérée comme une sous-espèce de Coenonympha dorus (Esper, 1782) ou fadet des garrigues.

### Source
- (en) funet